# Sexmo de Torraño
El sexmo de Torraño es una división administrativa castellana de origen medieval perteneciente a la Comunidad de Villa y Tierra de Ayllón.
Los sexmos son una división administrativa que, en un principio, equivalía la unión de seis pueblos, generalmente comprendían una parte del término rural dependiente de una villa, rigiéndose en este caso por los Fueros de Ayllón.
Su capital es la localidad de Torraño, situada en el centro del término sexmal que está situado en el extremo suroeste de la provincia de Soria, en el límite con el municipio de Ayllón en la de Segovia, a la que pertenecía hasta 1833 y donde conserva la mayoría de sus lazos económicos y administrativos.

## Comunidad de Villa y Tierra de Ayllón
La segoviana Comunidad de Villa y Tierra de Ayllón, hoy fragmentada también por las provincias de Guadalajara y Soria, se divide en siete sexmos en activo, estos son:
- Sexmo de Torraño

- Sexmo de Valdeliceras

- Sexmo de la Transierra o Allendesierra

- Sexmo de Saldaña

- Sexmo de la Sierra

- Sexmo de Mazagatos o de Valdanzo
- Sexmo del Río

- Además de la propia villa de Ayllón

## Localidades del sexmo de Torraño
El sexmo del Río, sito desde 1833 en la provincia de Soria aunque parte de las Comunidades Segovianas, está constituido por los siguientes pueblos (a los que se suman sus despoblados):
- Torraño (recientemente anejado a San Esteban de Gormaz)[6]
- Torremocha de Ayllón (recientemente anejado a San Esteban de Gormaz)[7]
- Ligos (recientemente anejado a Montejo de Tiermes)[8]

Todo el sexmo perteneció a la provincia de Segovia hasta la división provincial de 1833, cuando pasó a la de Soria a excepción del pueblo de Vallunquera o Vallungueras, que después se despoblaría y quedaría dentro del término municipal de Ayllón.